# NGC 6787
NGC 6787 is een balkspiraalstelsel in het sterrenbeeld Draak. Het hemelobject werd op 10 september 1885 ontdekt door de Amerikaanse astronoom Lewis A. Swift.

## Synoniemen
- UGC 11424
- MCG 10-27-9
- ZWG 302.9
- IRAS 19154+6019
- PGC 62987